# Bagaré
Bagare là một tổng thuộc tỉnh Pasoré ở bắc trung bộ Burkina Faso. Dân số năm 2006 là 23.168 người. Thủ phủ là thị xã Bagare.

## Các thị xã và làng xã
Bassantinga, Bibiou, Bisma, Darigma, Gaon, Gobila, Gorpouly, Kalla, Kénéma, Kiendembaye, Kinkan, Korro, Nionniongo, Niouma, Ouindongtenga, Pangtenga, Rabouglitenga, Siguinonguin, Souri, Tagho, Tamesbaongo, Tanghin và Zougo.